# Aidia
Genre
Classification phylogénétique
Le genre Aidia regroupe environ 70 d'espèces d'arbres ou d'arbustes de la famille des Rubiacées originaires d'Asie.

## Liste des espèces
- Aidia acuminatissima  (Merr.) Masam
- Aidia acutipetala  Ridsdale
- Aidia auriculata   (Wall.) Ridsdale)
- Aidia auriculata    (Wall.) Ridsdale var. indigiriensis Ridsdale
- Aidia bakeri    (Merr.) Ridsdale
- Aidia beccariana    (Baill.) Ridsdale
- Aidia binata    (King & Gaert.)
- Aidia borneensis  Ridsdale
- Aidia bracteata  Ridsdale
- Aidia brisipensis  Ridsdale
- Aidia candolleana    (Wight & Arn.) M.S.Swaminathan
- Aidia canthioides    (Champ. ex Benth.) Masam
- Aidia chantonea    Tirveng
- Aidia cochinchinensis  Lour
- Aidia congestum    (Schltr. & K.Krause) Ridsdale
- Aidia coriacea    (Miq.) Tirveng
- Aidia corymbosa    (Blume) K.M.Wong
- Aidia cowleyi Puttock
- Aidia densiflora (Benth.) Masam
- Aidia dilleniacea    (Baill.) Ridsdale
- Aidia endertii Ridsdale
- Aidia forbesii    (King & Gamble) K.M.Wong
- Aidia foveata Ridsdale
- Aidia gardneri    (Thwaites) Tirveng
- Aidia genipiflora    (DC.) Dandy
- Aidia glabra    (Valeton) Ridsdale
- Aidia graeffei    (Reinecke) Tirveng
- Aidia halleri Ridsdale
- Aidia henryi    (E.Pritz.) T.Yamaz
- Aidia heterophylla   (Ridsdale)
- Aidia impressinervis    (King & Gamble) Ridsdale
- Aidia jambosoides    (Valeton) Ridsdale
- Aidia kinabaluensis   Ridsdale
- Aidia lancifolia K.M.Wong
- Aidia leucocarpa    (Champ.) T.Yamaz
- Aidia longiflora Ridsdale
- Aidia magnifolia Ridsdale
- Aidia merrillii    (Chun) Tirveng
- Aidia micrantha    (K.Schum.) Bullock ex F.White
- Aidia moluccana  Ridsdale
- Aidia oblongata    (Miq.) Tirveng
- Aidia ochroleuca    (K.Schum.) E.M.A.Petit
- Aidia oxyodonta    (Drake) T.Yamaz
- Aidia paiei    Ridsdale
- Aidia pallens    (Hiern) G.Taylor
- Aidia parvifolia    (King & Gamble) K.M.Wong
- Aidia polystachya    (Valeton) Ridsdale
- Aidia pseudospicata Ridsdale
- Aidia pulcherrima    (Merr.) Ridsdale
- Aidia pycnantha    (Drake) Tirveng
- Aidia quintasii    (K.Schum.) G.Taylor
- Aidia racemosa    (Cav.) Tirveng
- Aidia rhacodosepala (K.Schum.) E.M.A.Petit
- Aidia rubens    (Hiern) G.Taylor
- Aidia rugulosa    (Thwaites) Tirveng
- Aidia salicifolia    (H.L.Li) T.Yamaz
- Aidia shweliensis    (J.Anthony) W.C.Chen
- Aidia sinensis    (Lour.) Masam
- Aidia solomonensis  Ridsdale
- Aidia spicata    (Valeton) Tirveng
- Aidia tetrasperma    (Roxb.) T.Yamaz
- Aidia thozetiana    (F.Muell.) Tirveng
- Aidia tomentosa    (Blume) Ridsdale
- Aidia vieillardii    (Baill.) Ridsdale
- Aidia vitiensis    (Seem.) Puttock
- Aidia wallichiana Tirveng
- Aidia wallichii    (Hook.f.) T.Yamaz
- Aidia wattii          G.Taylor
- Aidia waugia          Ridsdale
- Aidia yunnanensis    (Hutch.) T.Yamaz
- Aidia zippeliana    (Scheff.) Ridsd